# Allium chienchuanense
Allium chienchuanense är en amaryllisväxtart som beskrevs av Jie Mei Xu. Allium chienchuanense ingår i släktet lökar, och familjen amaryllisväxter. Inga underarter finns listade i Catalogue of Life.